# José Elias da Silva
José Elias da Silva foi um anarquista brasileiro de fins do século XIX e início do século XX. Seu nome real era José Peregrino da Silva. Ele era filho de usineiros descendentes do Capitão Kasper Von Nienrulf Van der Ley, alemão que chegou ao Brasil com as tropas de Maurício de Nassau, e de Dona Maria de Mello, cristã-nova cuja avó havia sido queimada pela Inquisição em Portugal. 
Pernambucano de Olinda, trabalhou como marinheiro para chegar até o Rio de Janeiro. Em seu trabalho no Rio foi afastado por pregar ideias anarco-sindicalistas entre os colegas, mas sempre manteve atividades junto aos marinheiros no cais do Rio de Janeiro. Foi também gerente de uma pequena fábrica de bonecas criada por seu irmão Joaquim, quando conheceu a operária, e futura esposa, Joanina Volpi Bruno, italiana, com quem teve dez filhos . Segundo o relato de Afonso Schmidt, surpreendia pela sua capacidade de oratória, "mesmo tendo origem humilde"; mas, na verdade, ele teve uma excelente educação que, com a morte do pai, teve que abandonar já adolescente e começar a trabalhar como escrivão. 
Integrou o Centro de Estudos Sociais, fundado em 1914 no Rio de Janeiro, organizou com Orlando Correa Lopes e José Henrique Netto o congresso anarquista de 1915. Escreveu, com Manoel Campos e Antonio Moutinho, o livro O anarquismo perante a organisação sindical: para desfazer mal entendidos (1916).
Ao lado de José Oiticica, Astrojildo Pereira e Manuel Campos, entre outros, foi um dos articuladores da Insurreição anarquista de 1918 que inspirada pela Revolução Russa pretendia derrubar o governo central na então capital do país. Foi um dos 9 fundadores do Partido Comunista Brasileiro.
São poucos os registros biográficos a seu respeito. Em entrevista á FGV, Otávio Brandão afirma corretamente que, ao contrário do que consta nos documentos do PCB, ele não era operário, e sim funcionário público, e trabalhava na Escola Visconde de Mauá, em Marechal Hermes como professor de Gerenciamento e Métodos. Por pressão da família, que passava constantes necessidades devido às prisões pelas quais passou, ele deixou o Partido Comunista no ano de 19... (?). Faleceu no Rio de Janeiro no final de 1974 aos 86 anos, deixando sua esposa Joanina viúva. 